# Eric Nelson
Eric Douglas McKinley Nelson CB DL (* 2. Januar 1912; † Dezember 1996) war ein britischer Luftwaffenoffizier der Royal Air Force, der zuletzt im Range eines Air Commodore zwischen 1961 und 1963 Kommandant des Royal Air Force College Cranwell war, der Offiziersschule der britischen Luftstreitkräfte.

## Leben

### Pilotenausbildung und Zweiter Weltkrieg
Nelson begann seine fliegerische Ausbildung 1931 als Flight Cadet in der C-Squadron des RAF College und gehörte während seiner Ausbildung zur College-Mannschaft im Boxen. Nach seiner Beförderung zum Leutnant (Pilot Officer) am 17. Dezember 1932 wurde er als Berufsoffizier (Permanent Commission) in die RAF aufgenommen und fand anfangs Verwendung als Pilot der No. 12 Squadron RAF auf dem Militärflugplatz. Im Anschluss war er zwischen dem 8. Februar und dem 6. September 1934 Persönlicher Adjutant des Kommandeurs (Air Officer Commanding) der Luftwaffenverbände an der Küste (RAF Coastal Area) und wurde in dieser Zeit am 17. Juni 1934 zum Oberleutnant (Flying Officer) befördert. Im Anschluss wechselte er am 6. Januar 1934 als Pilot zu den Marinefliegerverbänden (Fleet Air Arm) der Royal Navy gehörenden 821 Naval Air Squadron und absolvierte danach vom 6. Januar bis zum 21. Dezember 1936 eine Ausbildung an der Rüstungsschule der RAF (Air Armament School).
Während dieser Zeit wurde Nelson am 1. Oktober 1936 zum Hauptmann (Flight Lieutenant) befördert und nahm am 21. Dezember 1936 eine Tätigkeit als Rüstungsoffizier an der Flugausbildungsschule No. 10 Flying Training School RAF auf. Am 1. April 1939 erfolgte seine Beförderung zum Major (Squadron Leader) und übernahm in diesem Dienstgrad im Oktober 1943 bis zum Ende des Zweiten Weltkrieges die Funktion als Kommandeur (Commanding Officer) der No. 103 Squadron RAF.

### Nachkriegszeit und Aufstieg zum Air Commodore
Nach Kriegsende wurde Nelson im April 1945 Kommandeur des Luftwaffenstützpunktes RAF Waddington und erhielt dort am 1. Oktober 1946 seine Beförderung zum Oberstleutnant (Wing Commander) sowie am 1. Juli 1950 zum Oberst (Group Captain). Im Juli 1951 wurde er Kommandeur des Luftwaffenstützpunktes RAF Benson und im Anschluss im Juni 1952 stellvertretender Kommandeur des RAF College. Am 1. Januar 1952 wurde er Companion des Order of the Bath (CB).
Daraufhin fungierte Nelson zwischen dem 1. Januar 1953 und dem 18. Juni 1957 als Aide-de-camp von Königin Elisabeth II. und wurde am 1. Juli 1956 zum Air Commodore befördert. Als solcher war er zugleich als Nachfolger von Air Commodore Geoffrey Tindal-Carill-Worsley von 1956 bis zu seiner Ablösung durch Air Commodore Norman Coslett am 21. April 1958 Kommandant der Technischen Ausbildungsschule (No. 1 School of Technical Training RAF) auf dem Stützpunkt RAF Halton. Im Anschluss wurde er am 21. April 1958 Nachfolger von Air Commodore David William Lane als Kommandant des RAF Staff College auf dem Stützpunkt RAF Andover und verblieb in dieser Verwendung, bis er am 30. Oktober 1960 durch Air Commodore Noel Hyde abgelöst wurde.
Zuletzt wurde Nelson am 16. April 1961 als Nachfolger von Air Commodore Denis Spotswood Kommandant des Royal Air Force College Cranwell, der Offiziersschule der britischen Luftstreitkräfte. Am 21. August 1963 wurde er durch Air Commodore Michael Lyne abgelöst und trat am 5. Oktober 1963 in den Ruhestand.
Nach seinem Ausscheiden aus dem aktiven militärischen Dienst wurde Nelson am 4. April 1966 Deputy Lieutenant von Lincolnshire und bekleidete 1974 auch die Ehrenfunktion als Honorary Clerk des Lord Lieutenant dieser Grafschaft.